# 市川野鳥の楽園
市川野鳥の楽園（いちかわやちょうのらくえん）は千葉県市川市新浜にある特別緑地保全地区。行徳地区の内陸部の湿地帯や東京湾の埋め立てが進むなか、野鳥の生息の場と緑地を保全することを目的として人工的に造成された緑地である。また、近隣の谷津干潟と共に鳥獣保護区に指定されている。隣接する宮内庁新浜鴨場と合わせた約83ヘクタールが行徳近郊緑地保全区域に指定されており、敷地のすぐ近くを首都高速湾岸線とJR京葉線が通過している。環境保護の観点から平常時は立ち入ることができず、定期的に開催されるバードウォッチングなどの観察会の場合のみ一般にも開放されている。

## アクセス
東京メトロ東西線行徳駅から京成トランジットバスまたは徒歩約25分